# 1-я гвардейская ракетная бригада
1-я гвардейская ракетная Оршанская орденов Суворова, Кутузова и Жукова бригада (сокр. 1 рбр, в/ч 31853) — ракетное соединение Сухопутных войск Российской Федерации. Бригада дислоцируется в г. Горячий Ключ Краснодарского края. 
Соединение находится в составе 49-й общевойсковой армии Южного военного округа.

## История формирования
Ракетное соединение, дислоцированное в Краснодарском крае, отсчитывает свою историю с 8 июля 1920 года. Тогда был сформирован тяжёлый артиллерийский дивизион, вошедший в состав 48-й стрелковой дивизии. Позже его переформировали 75-й гвардейский пушечный артиллерийский полк и затем в 14-ю гвардейскую тяжёлую пушечную бригаду 25 июня 1943 года в составе 4-й гвардейской тяжёлой пушечной артиллерийской дивизии (4 гв. тпад). Своё боевое крещение соединение получило у села Вайникола в июне 1941 года.
В послевоенные годы бригада носила наименование 14-й гвардейской пушечной артиллерийской бригады до 1960 гг. В последние годы существования СССР бригада именовалась как 114-я гвардейская ракетная бригада и находилась в составе Северной группы войск в Польше.
Во время Великой Отечественной войны за боевые заслуги в 1943 году соединение получило звание гвардейского. Наименование «Оршанская» получено за прорыв обороны противника на железнодорожном узле Орша в 1944 г. Ещё одним отличительным знаком — орденом Кутузова 2-й степени — подразделение награждено 19 февраля 1945 года. 17 мая того же года за взятие города Кёнигсберг соединение получило орден Суворова.
В сентябре 2024 года бригада награждена орденом Жукова за мужество, отвагу и самоотверженность, проявленные личным составом в ходе вторжения на Украину.

## Описание
На вооружении бригады стоят оперативно-тактические ракетные комплексы 9К720 «Искандер». Ранее на вооружении бригады были тактические ракетные комплексы 9K79-1 «Точка У».